# Associazione Calcio Napoli 1949-1950
Questa voce raccoglie le informazioni riguardanti l'Associazione Calcio Napoli nelle competizioni ufficiali della stagione 1949-1950.

## Risultati della stagione
- Campionato Serie B: 1º posto (Promosso in Serie A)

## Divise
| Prima divisa | Prima divisa | Divisa portiere |

## Organigramma societario
- Presidente: Egidio Musollino
- Allenatore: Eraldo Monzeglio

## Rosa
| N. |                   | Ruolo | Calciatore         |
| -- | ----------------- | ----- | ------------------ |
|    | Italia (bandiera) | P     | Sergio Chellini    |
|    | Italia (bandiera) | D     | Aldo Brandimarte   |
|    | Italia (bandiera) | D     | Alberto Delfrati   |
|    | Italia (bandiera) | D     | Bruno Gramaglia    |
|    | Italia (bandiera) | D     | Ferdinando Pastore |
|    | Italia (bandiera) | D     | Eto Soldani        |
|    | Italia (bandiera) | D     | Luigi Vultaggio    |
|    | Italia (bandiera) | C     | Mario Astorri      |
|    | Italia (bandiera) | C     | Ernani D'Alconzo   |
|    | Italia (bandiera) | C     | Vittorio Dagianti  |
|    | Italia (bandiera) | C     | Egidio Di Costanzo |

| N. |                           | Ruolo | Calciatore            |
| -- | ------------------------- | ----- | --------------------- |
|    | Uruguay (bandiera)        | C     | Roberto La Paz        |
|    | Italia (bandiera)         | C     | Ottavio Morgia        |
|    | Italia (bandiera)         | C     | Enzo Rosignoli        |
|    | Italia (bandiera)         | C     | Federico Zanolla      |
|    | Italia (bandiera)         | A     | Costantino De Andreis |
|    | Albania (bandiera)        | A     | Naim Krieziu          |
|    | Italia (bandiera)         | A     | Alfredo Ragona        |
|    | Jugoslavia (bandiera)     | A     | Ivo Šuprina           |
|    | Italia (bandiera)         | A     | Paolo Todeschini      |
|    | non conosciuta (bandiera) | A     | Pietro Benedetti      |

## Risultati

### Campionato

#### Girone di andata
| 11 settembre 1949 1ª giornata | Napoli | 4 – 0 | Pro Sesto |  |

| 18 settembre 1949 2ª giornata | Alessandria | 2 – 2 | Napoli |  |

| 25 settembre 1949 3ª giornata | Napoli | 3 – 1 | Prato |  |

| 2 ottobre 1949 4ª giornata | Udinese | 3 – 2 | Napoli |  |

| 9 ottobre 1949 5ª giornata | Modena | 0 – 0 | Napoli |  |

| 16 ottobre 1949 6ª giornata | Napoli | 2 – 1 | Arsenaltaranto |  |

| 23 ottobre 1949 7ª giornata | Napoli | 1 – 0 | Pisa |  |

| 30 ottobre 1949 8ª giornata | SPAL | 2 – 1 | Napoli |  |

| 6 novembre 1949 9ª giornata | Legnano | 1 – 4 | Napoli |  |

| 6 dicembre 1998 10ª giornata | Napoli | 1 – 5 | Spezia |  |

| 20 novembre 1949 11ª giornata | Napoli | 1 – 0 | Salernitana |  |

| 27 novembre 1949 12ª giornata | Empoli | 1 – 0 | Napoli |  |

| 4 dicembre 1949 13ª giornata | Reggiana | 2 – 2 | Napoli |  |

| 30 settembre 1951 14ª giornata | Napoli | 0 – 0 | Livorno |  |

| 11 dicembre 1949 15ª giornata | Siracusa | 0 – 0 | Napoli |  |

| 18 dicembre 1949 16ª giornata | Napoli | 3 – 0 | Cremonese |  |

| 20 ottobre 1968 17ª giornata | Verona | 0 – 1 | Napoli |  |

| 1º gennaio 1950 18ª giornata | Napoli | 3 – 0 | Brescia |  |

| 8 gennaio 1950 19ª giornata | Napoli | 1 – 0 | Fanfulla |  |

| 15 gennaio 1950 20ª giornata | Vicenza | 1 – 0 | Napoli |  |

| 22 gennaio 1950 21ª giornata | Catania | 0 – 1 | Napoli |  |

#### Girone di ritorno
| 29 gennaio 1950 22ª giornata | Pro Sesto | 0 – 1 | Napoli |  |

| 5 febbraio 1950 23ª giornata | Napoli | 4 – 0 | Alessandria |  |

| 12 febbraio 1950 24ª giornata | Prato | 1 – 0 | Napoli |  |

| 19 febbraio 1950 25ª giornata | Napoli | 1 – 0 | Udinese |  |

| 26 febbraio 1950 26ª giornata | Napoli | 3 – 0 | Modena |  |

| 12 marzo 1950 27ª giornata | Arsenaltaranto | 3 – 4 | Napoli |  |

| 19 marzo 1950 28ª giornata | Pisa | 1 – 0 | Napoli |  |

| 26 marzo 1950 29ª giornata | Napoli | 3 – 1 | SPAL |  |

| 2 aprile 1950 30ª giornata | Napoli | 1 – 0 | Legnano |  |

| 9 aprile 1950 31ª giornata | Spezia | 0 – 2 | Napoli |  |

| 16 aprile 1950 32ª giornata | Salernitana | 1 – 1 | Napoli |  |

| 23 aprile 1950 33ª giornata | Napoli | 4 – 1 | Empoli |  |

| 30 aprile 1950 34ª giornata | Napoli | 3 – 1 | Reggiana |  |

| 7 maggio 1950 35ª giornata | Livorno | 1 – 0 | Napoli |  |

| 14 maggio 1950 36ª giornata | Napoli | 1 – 0 | Siracusa |  |

| 21 maggio 1950 37ª giornata | Cremonese | 1 – 3 | Napoli |  |

| 28 maggio 1950 38ª giornata | Napoli | 1 – 1 | Verona |  |

| 4 giugno 1950 39ª giornata | Brescia | 1 – 5 | Napoli |  |

| 11 giugno 1950 40ª giornata | Fanfulla | 1 – 4 | Napoli |  |

| 18 giugno 1950 41ª giornata | Napoli | 1 – 0 | Vicenza |  |

| 25 giugno 1950 42ª giornata | Napoli | 2 – 1 | Catania |  |

## Statistiche

### Statistiche di squadra
| Competizione | Punti | In casa | In casa | In casa | In casa | In casa | In casa | In trasferta | In trasferta | In trasferta | In trasferta | In trasferta | In trasferta | Totale | Totale | Totale | Totale | Totale | Totale | DR  |
| Competizione | Punti | G       | V       | N       | P       | Gf      | Gs      | G            | V            | N            | P            | Gf           | Gs           | G      | V      | N      | P      | Gf     | Gs     | DR  |
| ------------ | ----- | ------- | ------- | ------- | ------- | ------- | ------- | ------------ | ------------ | ------------ | ------------ | ------------ | ------------ | ------ | ------ | ------ | ------ | ------ | ------ | --- |
| Serie B      | 61    | 21      | 18      | 2       | 1       | 43      | 12      | 21           | 9            | 5            | 7            | 33           | 22           | 42     | 27     | 7      | 8      | 76     | 34     | +42 |

### Statistiche dei giocatori
| Giocatore      | Serie B  | Serie B |
| Giocatore      | Presenze | Reti    |
| -------------- | -------- | ------- |
| M. Astorri     | 24       | 8       |
| A. Brandimarte | 3        | 0       |
| S. Chellini    | 42       | -34     |
| V. Dagianti    | 27       | 5       |
| E. D'Alconzo   | 23       | 6       |
| C. De Andreis  | 38       | 12      |
| A. Delfrati    | 35       | 0       |
| E. Di Costanzo | 9        | 0       |
| B. Gramaglia   | 40       | 2       |
| N. Krieziu     | 40       | 9       |
| R. La Paz      | 1        | 0       |
| O. Morgia      | 25       | 6       |
| F. Pastore     | 5        | 0       |
| A. Ragona      | 6        | 0       |
| E. Rosignoli   | 1        | 0       |
| E. Soldani     | 38       | 1       |
| I. Suprina     | 22       | 15      |
| P. Todeschini  | 41       | 9       |
| L. Vultaggio   | 41       | 0       |
| F. Zanolla     | 1        | 0       |